# Mårtens och Kullens kyrkstigar

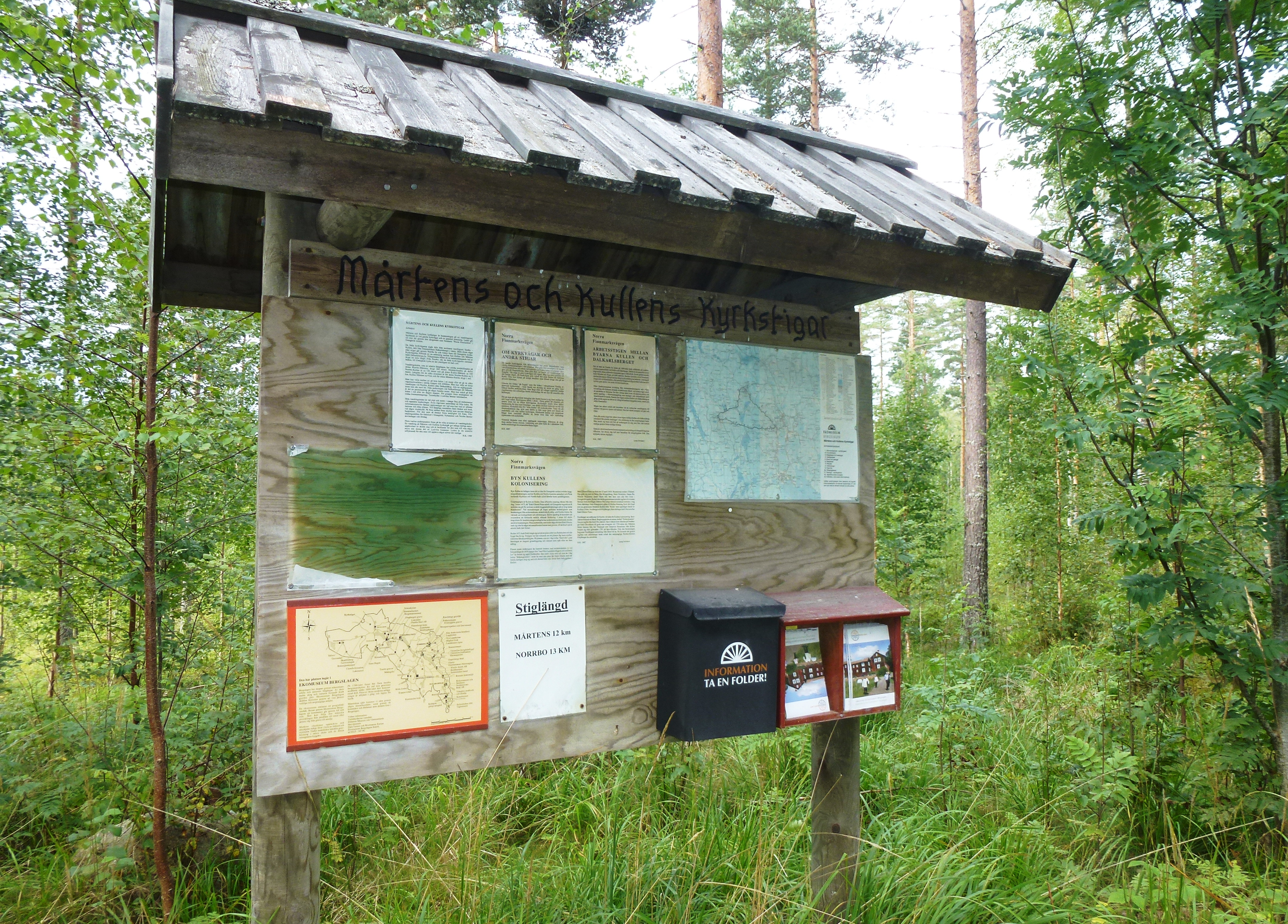
Kullens kyrkstig 2013.

Mårtens och Kullens kyrkstigar är en cirka 30 kilometer lång vandringsled i Grangärde finnmark nordväst om Nyhammar, Ludvika kommun. Vandringsleden består av två kyrkstigar som ursprungligen gick fram till Grangärde kyrka, samt en förbindande "arbetsstig". Mårtens och Kullens kyrkstigar ingår i Ekomuseum Bergslagen.

## Historik

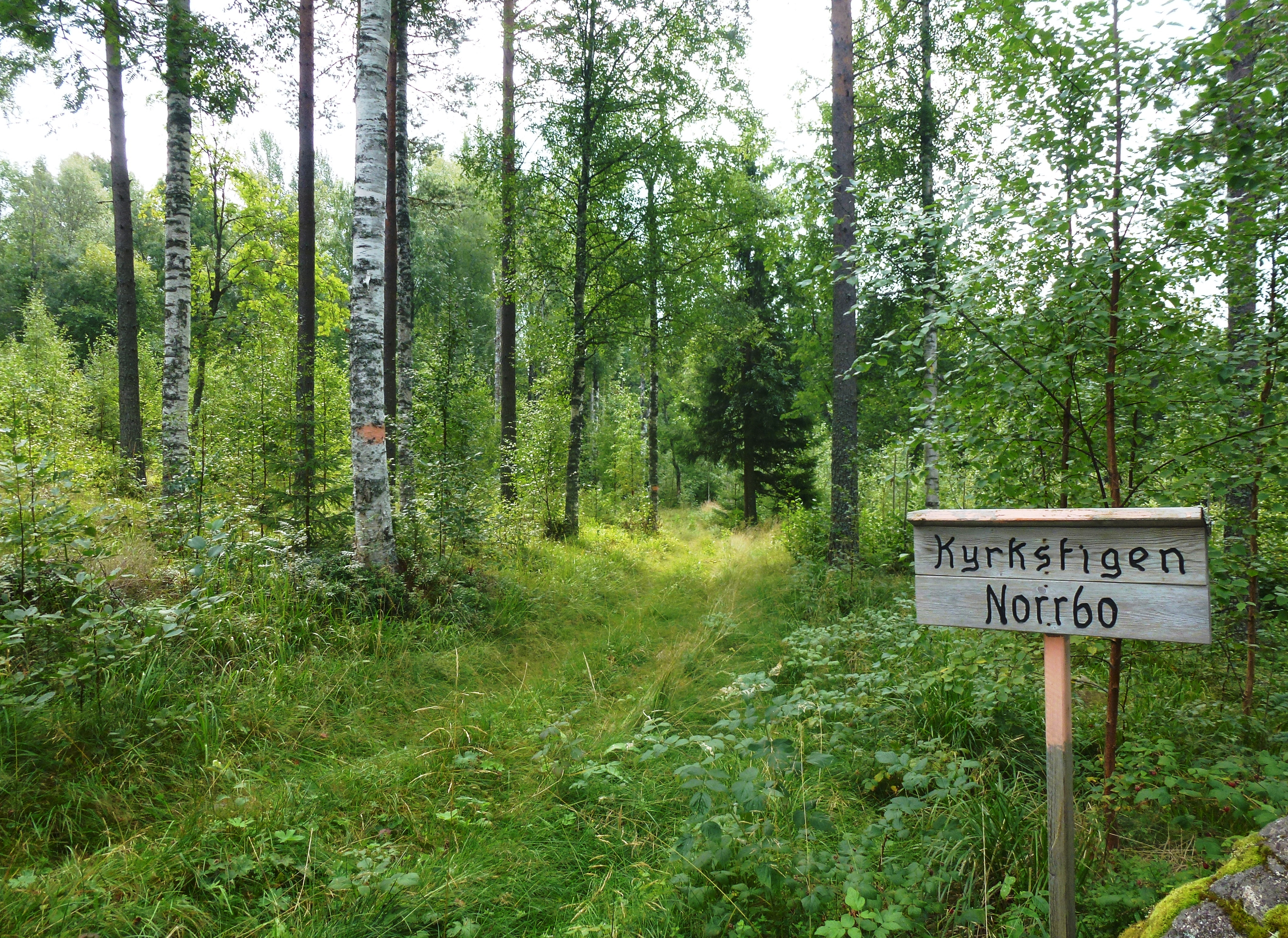
Kullens kyrkstig 2013.

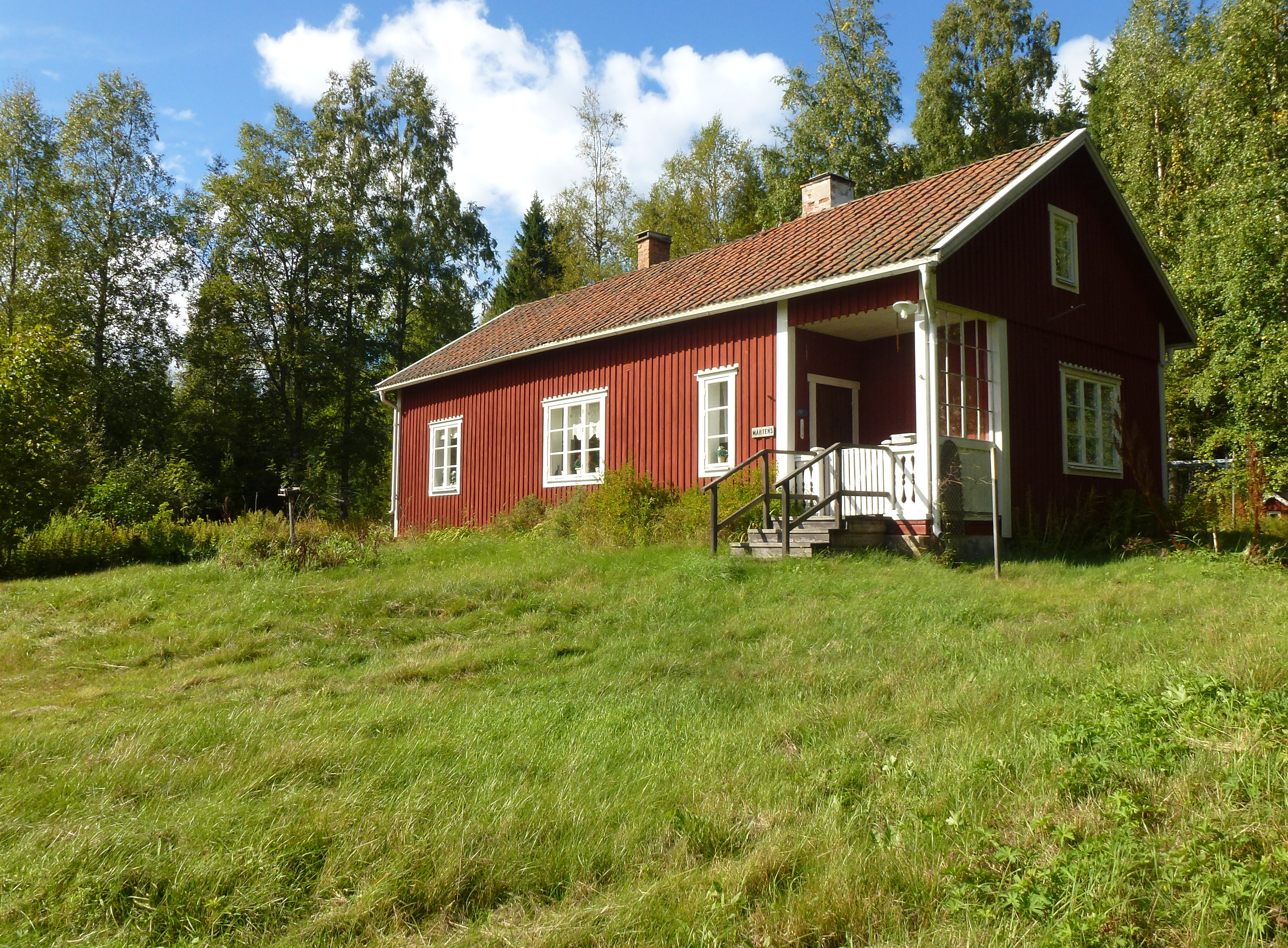
Mårtens torp 2013.

Kyrkstigarna är gamla vandringsleder som band samman skogsbyarna med kyrkbyn. Stigarna nyttjades  sommartid och man gick till sockenkyrkan, till arbetet vid hyttorna eller bruken och till arbetet i skogen. På vintern hade stigarna delvis andra sträckningar. Mårtens och Kullens kyrkstigar gick inom Grangärde socken, och ledde fram till Grangärde kyrkby och Grangärde kyrka. 
Byn Kullen beboddes 1671 av finnen Eskil Olsson och hustru Marit Persdotter Muijainen. I slutet av 1800-talet fanns här 24 gårdar med 133 bofasta personer. År 2010 var 24 personer bosatta här. 
Mårtens torp är ett gammalt kolarboställe. Bland arrendatorerna märks Dan Anderssons far, Adolf Andersson som bodde här med sin familj mellan 1905 och 1908. Här fick Dan Andersson praktisk erfarenhet i skogsbruk och kolning. Gamla Norrbo by är belagt sedan tidig 1400-tal. År 1717 registrerades 260 boende. På 1790-talet flyttades hela byn till sitt nuvarande läge intill Bysjön. År 2010 bodde här 118 individer.

## Vandringsleden
De båda kyrkstigarna bildar tillsammans med arbetsstigen en triangulär rundvandring och utgår från socknens nordligaste finnby ”Kullen”, och från ”Mårtens” vid finnmarksbyn Dalkarlsberg i väster. I öster går leden fram till Norrbo. Stiglängden från Kullen till Norrbo är 13 kilometer och från Kullen till Mårtens 12 kilometer. Vägen är märkt med ogangefärgade markeringar. På informationstavlor längs stigarna lämnas upplysningar om vad som kan vara av intresse. En raststuga finns vid byn Mårtens.